# Voyeurisme
Voyeurisme er en parafili, hvor et individ får seksuel tilfredsstillelse ved at observere andre mennesker have samleje eller være nøgne. Voyeurisme kaldes også skopofili.
Voyeurisme er et hyppigt anvendt tema inden for filmkunsten, eksempelvis i Alfred Hitchcocks Skjulte øjne (1954) og Michael Powells Peeping Tom (1960).